# Jung In-sun
Dans ce nom coréen, le nom de famille, Jung, précède le nom personnel.
Jung In-sun, née le 25 avril 1991, est une actrice sud-coréenne. En 2018, elle incarne le personnage de Han Yoon-ah dans la série télévisée Welcome to Waikiki.

## Filmographie

### Cinéma
- 2002 : The Beauty in Dream : Yoo-mi
- 2003 : Memories of Murder
- 2004 : Au Revoir, UFO : Kyung-woo (jeune)
- 2010 : Cafe Noir : Fille enceinte
- 2013 : Horror Stories 2 : Gil Sun-joo
- 2014 : Han Gong-ju : Eun-hee
- 2014 : Gyeongju : Jo Hyun-jung
- 2015 : Night and Fog in Zona
- 2016 : Open Your Eyes (court-métrage)

### Télévision
- 1998 : Soonpoong Clinic : Lee Semina
- 1999 : KBS TV Novel – You
- 2000 : Kaist
- 2001 : On the Flowerbed : Do Ah-ra
- 2002 : Man in Crisis : Lee Yeo-reum
- 2002 : Magic Kid Masuri : Han Se-eun
- 2002 : Man of the Sun, Lee Je-ma : Goo Woon-young (jeune)
- 2003 : Drama City – I Want To Go Home
- 2003 : Dae Jang Geum Court : Lady Boon-yi
- 2004 : The Age of Heroes : Cheon Tae-sook
- 2004 : There's Light at the Tip of My Fingernail : Ri Seul-gi
- 2008 : My Sweet Seoul
- 2011 : Original Fairytale
- 2013 : Basketball : Hong Byeo-ri
- 2014 : 12 Years Promise : Kang Ham-cho
- 2014 : Drama Special – The Girl Who Became a Photo : Min Se-young
- 2016 : Secret Healer : Hae-ran
- 2016 : Naked Fireman : Han Jin-ah
- 2017 : Circle : Park Min-young
- 2018 : Welcome to Waikiki : Han Yoon-ah
- 2018 : My Secret Terrius : Go Ae-rin
- 2019 : Psychopath Diary : Shim Bo Kyung
- 2021 : How To Be Thirty? : Seo Ji Won

### TV Shows
- 2018 : Amazing Saturday : Episode 83: Guest
- 2018 : Baek Jong Won's Alley Restaurant : Ep60 - Present